# آل العظمة
عائلة العظمة عائلة دمشقية عريقة أسسها حسن بك العظمة توفي (1040هـ /1630م) عندما قدم من قونية إلى دمشق، واستقر في حي الميدان، وكان قائداً للقوات الانكشارية اليرلية في دمشق. ولم تلبث العائلة أن اندمجت في الوسط الدمشقي، فقاد أحد أبنائها انتفاضة شعبية مشهودة ضد استبداد الوالي التركي، في خضم الصراع بين فرقتي الانكشارية: اليرلية (المحلية) وقوات القابي قول (الغريبة عن الشام). وكانت أفراد العائلة وأتباعهم يشكلون ربع القوات اليرلية في دمشق. وعانت العائلة من التضييق والتهميش بعد قمع هذه الانتفاضة، إلى أن عادت للظهور مرة أخرى، وكونت كياناً اجتماعياً صار له دور في التكوين السياسي والاجتماعي لسوريا. قال خير الدين الزركلي: «وآل العظمة من الأسر المعروفة في سورية. استوطنت دمشق في أوائل القرن الحادي عشر للهجرة، ونبغ منها ضباط وإداريين وفضلاء». وبرز من هذه العائلة عدد كبير من الزعماء والتجار والملاّك. وتوارثت العائلة لقب بيك. قدمت هذه العائلة العديد من الشخصيات في مجالات مختلفة، منهم:
- يوسف العظمة (وزير حربية - شهيد معركة ميسلون)
- أحمد مظهر العظمة (وزير، أديب، داعية)
- عادل العظمة (وزير، مجاهد)
- نبيه العظمة (وزير، مجاهد)
- بشير العظمة (طبيب، رئيس وزراء)
- ياسر العظمة (ناقد، فنان كوميدي)
- عزيز العظمة (كاتب)
- نذير العظمة (أديب)
- رشدي العظمة (أمين العاصمة المقدسة - مكة المكرمة)
- عبد العزيز العظمة (سياسي، مؤرخ)
- كنان العظمة
- ليلى العظمة
- وحيدة العظمة

أصل العائلة مختلف فيه، ففيما يذهب أكثر من كتب عنها إلى أن أصلها تركي وذلك بسبب سكن جدهم قونية لزمن طويل، ويرى نسابتهم أن أصلهم عربي وهو الارجح والمعتمد من قبل الاسرة نفسها. فمؤسسها حسن كان يُعرف بلقب العظَمة قبل أن يُلقبه أهل الشام بلقب «تركمان». وقد كتب عميد العائلة مقالا طويلا يبين فيه أن العائلة هي جزء من عشيرة «العُظَمة» في الأردن والتي تنحدر من قبيلة الصُّبَيْحات بني خالد. والتحليل الجيني للعائلة هو على التحوّل النادر J-ZS5973 والذي يقع تحت الفرع الكبير J1-P58 الذي يتفرع منه معظم الساميين. وهذا يدل على أنها عربية الأصل ومتواجدة بالشام منذ آلاف السنين